# Glyptotendipes viridis
Glyptotendipes viridis är en tvåvingeart som först beskrevs av Macquart 1834.  Glyptotendipes viridis ingår i släktet Glyptotendipes och familjen fjädermyggor. Arten är reproducerande i Sverige. Inga underarter finns listade i Catalogue of Life.